# Fruitland (Idaho)
Fruitland é uma cidade localizada no estado americano de Idaho, no Condado de Payette.

## Demografia
Segundo o censo americano de 2000, a sua população era de 3805 habitantes.
Em 2006, foi estimada uma população de 4505, um aumento de 700 (18.4%).

## Geografia
De acordo com o United States Census Bureau tem uma área de
3,9 km², dos quais 3,9 km² cobertos por terra e 0,0 km² cobertos por água.

## Localidades na vizinhança
O diagrama seguinte representa as localidades num raio de 28 km ao redor de Fruitland.